# Paul Sasnowski
Paul Sasnowski (* 7. März 1903 in Rosenberg in Westpreußen; † 25. Februar 1944 bei Mogiljow) war ein kommunistischer Widerstandskämpfer gegen den Nationalsozialismus.

## Biografie
Sasnowski wuchs in Westpreußen auf und besuchte dort die Volksschule. Seine Eltern waren Arbeiter in Industrie und Landwirtschaft. Nach der Abtrennung Pommerellens vom deutschen Staatsgebiet in Folge des verlorenen Ersten Weltkrieges zog die Familie nach Bochum, woher die Mutter stammte. Dort absolvierte Sasnowski eine Ausbildung zum Schlosser und arbeitete in der Zeche Carolinenglück. 1924 zog er nach Parchim, wohin seine Schwester geheiratet hatte, und arbeitete bis 1926 in der Plattenfabrik in Boizenburg (Duensing-Bicheroux-Werke). Zwischen 1926 und 1929 fand er Arbeit bei Blohm & Voss in Hamburg und in den Leuna-Werken in Merseburg. 1929 kehrte er nach Parchim zurück und wurde sesshaft. In Parchim engagierte sich Sasnowski in der Gewerkschaft und trat 1930 der KPD bei. 1931 verlor er seine feste Anstellung und musste sich zu Gelegenheitsarbeiten bei der Eisenbahn und in der Forstwirtschaft verdingen. 1931 heiratete er Juliane Kopek aus Rostock, im selben Jahr bekam das Paar das erste Kind.
Nach der Machtübernahme durch die NSDAP wurde Sasnowski mehrfach verhaftet und arbeitete illegal für die KPD. 1934 wurde er in einem Hochverratsprozess zu zwei Jahren Gefängnis verurteilt, die er größtenteils im Gefängnis Bützow verbrachte. Nach seiner Haftentlassung 1936 arbeitete er in Berlin, seine Familie blieb jedoch in Parchim. 1938 zog die Familie nach Niederaula in Hessen. Als politischer Gegner mit verbüßter Haftstrafe galt Sasnowski als „wehrunwürdig“, und wurde bei Kriegsbeginn 1939 nicht zur Wehrmacht einberufen.
Im Herbst 1941 wurde er stattdessen zur Organisation Todt (OT) dienstverpflichtet. Sasnowski arbeitete für eine Straßenbaufirma aus Hersfeld, die im OT-Auftrag in Belarus Straßen für die Wehrmacht baute. Zuerst wurde er als Fahrer eingesetzt, dann als Meister mit der Verantwortung für einzelne Bauabschnitte. Die ihm unterstellten Arbeitskräfte waren größtenteils Einheimische, die Sasnowski im Rahmen seiner Möglichkeiten gut behandelte. Ende 1943 nahm die Partisanenbewegung mit ihm Kontakt auf, mit der er von nun an zusammenarbeitete. Unter anderem gab Sasnowski Informationen über deutsche Truppenbewegungen und die Dislozierung von Einheiten und Vorräten an die sowjetische Partisanengruppe 122 weiter. Nach seiner Rückkehr vom Heimaturlaub zu Weihnachten 1943 wurde Sasnowski in Belarus verhaftet und am 27. Januar 1944 von einem Kriegsgericht der Feldkommandantur 813 (Stab der 4. Armee) wegen „Kriegsverrats“ zum Tode verurteilt. Einen knappen Monat später wurde das Urteil durch Erschießen vollstreckt. Sasnowski hinterließ Frau und drei Kinder.

## Nachwirkung
In der DDR wurden folgende Orte bzw. Organisationen nach Sasnowski benannt:
- Paul Sasnowski-Straße in Parchim, nach 1990 in Bergstraße rückbenannt[1]
- VEB Hydraulik Nord „Paul Sasnowski“, Parchim
- Artillerieregiment 5 „Paul Sasnowski“, Dabel, 1975 nach Sasnowski benannt.[3]

1950 wurde in der Parchimer Flörkestr. 44 A (SED-Kreisleitung) ein Gedenkstein aufgestellt. Dieser ist heute auf dem Betriebshof der Stadt Parchim eingelagert.
An seinem Parchimer Wohnhaus in der Alten Mauerstraße 21 befand sich von 1972 bis 1990 eine Gedenktafel für Paul Sasnowski, die sich heute im Museum befindet. Der Nachlass Sasnowskis wird im Landeshauptarchiv Schwerin aufbewahrt.